# 天主教洛阳教区
天主教洛阳教区（Dioecesis Loiamensis）是罗马天主教在中国河南省西部设立的一个教区。

## 历史
1929年5月25日，教廷从郑州代牧区分设洛阳监牧区，由意大利圣方济·萨威外方传教会（S.X.）管理。1935年1月28日，洛阳监牧区升格为洛阳代牧区。1946年4月11日，洛阳代牧区升格为洛阳教区。1966年文化大革命開始，天主教活動被禁止。

## 教堂
- 主教座堂

## 主教
- 巴友仁（Assuero Teogano Bassi），1931年－1970年（1954年被逐出大陆）
- 李宏业（伯多禄），1987年－2011年[1]
- 裴荣贵（普奇）主教，荣休
- 毛庆福（伯多禄）主教，已經學習完畢回到教區。

## 信徒
1950年，洛阳教区有信徒10,122人。